# Marduk-balassu-iqbi
Marduk-balassu-iqbi – ósmy król Babilonii z tzw. dynastii E, syn i następca Marduk-zakir-szumi I; panował w latach 818-813 p.n.e.
Był już w podeszłym wieku, gdy przejął rządy. W czasie jego panowania długi okres dobrosąsiedzkich stosunków z Asyrią dobiegł końca. Król asyryjski Szamszi-Adad V zwrócił się przeciwko niemu, najeżdżając w 814 i 813 r. p.n.e. północną Babilonię. W czasie drugiej z tych kampanii Marduk-balassu-iqbi został pojmany w mieście Der i uprowadzony do Asyrii, gdzie najprawdopodobniej zmarł.